# Mediomastus acutus
Mediomastus acutus är en ringmaskart som beskrevs av Hartman 1969. Mediomastus acutus ingår i släktet Mediomastus och familjen Capitellidae. Inga underarter finns listade i Catalogue of Life.